# Felicity Huffman

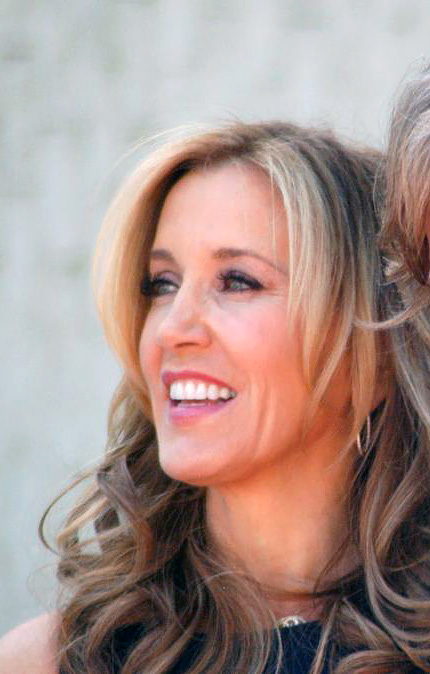
Felicity Huffman (2012)

Felicity Kendall Huffman (* 9. Dezember 1962 in Bedford, New York) ist eine US-amerikanische Schauspielerin.

## Leben
Nach dem Besuch der Highschool studierte Huffman Theaterwissenschaft, worin sie 1988 ihren Abschluss als Bachelor of Arts machte. Im gleichen Jahr hatte sie ihren ersten Filmauftritt in Things Change – Mehr Glück als Verstand. In den folgenden Jahren war sie in mehreren Filmen zu sehen. Im Fernsehen trat Huffman in verschiedenen Fernsehserien auf, unter anderem in Akte X – Die unheimlichen Fälle des FBI, Law & Order und Frasier. Für ihre Rolle in Sports Night wurde Huffman für den Golden Globe Award nominiert. Von 2004 bis 2012 war sie in der erfolgreichen Fernsehserie Desperate Housewives zu sehen, in der sie die gestresste Hausfrau Lynette Scavo mimte. Neben ihren Auftritten in Filmen und Serien ist sie auch als Schauspielerin auf dem Broadway tätig.
2005 verkörperte Huffman in Duncan Tuckers Roadmovie Transamerica die konservative Transsexuelle Bree, die kurz vor der geschlechtsangleichenden Operation steht. Für diese Leistung wurde sie mit dem Darsteller-Preis der National Board of Review, dem Golden Globe und mit einer Oscar-Nominierung im Jahr 2006 gewürdigt.
Als Synchronsprecherin war sie in zwei Folgen von Kim Possible als Dr. Direktor zu hören.
Seit 1997 ist Huffman mit dem Schauspieler William H. Macy verheiratet, mit dem sie zwei Töchter hat (* 2000, * 2002). Außerdem war sie die Schauspiellehrerin von Jessica Alba.
Am 7. März 2012 wurde Huffman mit einem Stern der Kategorie Fernsehen auf dem Hollywood Walk of Fame (bei der Adresse 7060 Hollywood Boulevard) geehrt; ihr Mann William Macy erhielt gleichzeitig am selben Ort ebenfalls einen Stern.

## Bestechungsskandal
Im März 2019 warf ihr die Staatsanwaltschaft von Boston im Rahmen des US-Hochschulskandals vor, 15.000 US-Dollar Bestechungsgelder bezahlt zu haben, damit die Aufnahmetestergebnisse (SAT-Score) ihrer ältesten Tochter für die Zulassung an einer Eliteuni verbessert wurden. Sie wurde daraufhin verhaftet und gegen eine Kaution von 250.000 Dollar wieder freigelassen. Im April 2019 räumte Huffman ein, die Summe an einen „Zulassungsberater“ gezahlt zu haben, der damit die Privatschule, an der die Aufnahmeprüfung stattfand, bestach, um die Antworten ihrer Tochter von einem Harvard-Absolventen korrigieren zu lassen. Huffman wurde Mitte September 2019 zu 14 Tagen Haft, 250 Stunden gemeinnütziger Arbeit und 30.000 US-Dollar Strafe verurteilt. Sie trat die Haftstrafe am 15. Oktober 2019 an und wurde nach zehn Tagen entlassen.

## Trivia
Jahre vor dem Bestechungsskandal spendete Huffmann in der Serie Desperate Housewives (Staffel 1, Episode 5) in ihrer Rolle als Lynette Scavo ebenfalls eine Summe von 15.000 Dollar einer Schule, um ihren Kindern die Aufnahme zu ermöglichen.

## Filmografie (Auswahl)
Film
- 1990: Die Affäre der Sunny von B. (Reversal of Fortune)
- 1995: Hackers – Im Netz des FBI (Hackers)
- 1997: Die unsichtbare Falle (The Spanish Prisoner)
- 1999: Magnolia
- 2004: Liebe auf Umwegen (Raising Helen)
- 2004: Verrückte Weihnachten (Christmas with the Kranks)
- 2005: Transamerica
- 2007: Georgias Gesetz (Georgia Rule)
- 2008: Phoebe im Wunderland (Phoebe in Wonderland)
- 2013: Trust Me
- 2014: Big Game – Die Jagd beginnt (Big Game)
- 2014: Cake
- 2015: Stealing Cars
- 2019: Otherhood
- 2019: Tammy’s Always Dying

Fernsehserien
- 1978: Junge Schicksale (ABC Afterschool Specials, Folge 7x02)
- 1992: Raven (Folge 1x04)
- 1992, 1997: Law & Order (2 Folgen)
- 1993: Akte X – Die unheimlichen Fälle des FBI (The X-Files, Folge 1x08)
- 1996: Allein gegen die Zukunft (Early Edition, Folge 1x01)
- 1997: Chicago Hope – Endstation Hoffnung (Chicago Hope, Folge 3x15)
- 1998–2000: Sports Night (45 Folgen)
- 2001: The West Wing – Im Zentrum der Macht (The West Wing, Folge 2x11)
- 2002–2003: Kim Possible (2 Folgen)
- 2003: Frasier (8 Folgen)
- 2004–2012: Desperate Housewives (180 Folgen)
- 2015–2017: American Crime (29 Folgen)
- 2019: When They See Us
- 2023: The Good Doctor (Fernsehserie) (Staffel 6 Folge 16)
- 2024: Criminal Minds (Fernsehserie)

## Veröffentlichungen
- Felicity Huffman, Patricia Wolff:  Der ideale Lover: Was Frauen wollen – Ein Grundkurs für Männer. Mosaik bei Goldmann, ISBN 978-3-442-16946-7

## Auszeichnungen (Auswahl)
Oscar
- 2006: Nominierung in der Kategorie Beste Hauptdarstellerin als Bree in Transamerica

Golden Globe Award
- 2000: Nominierung in der Kategorie Beste Serien-Hauptdarstellerin – Komödie oder Musical in Sports Night
- 2006: Golden Globe in der Kategorie Beste Hauptdarstellerin – Drama als Bree in Transamerica
- 2006: Nominierung in der Kategorie Beste Serien-Hauptdarstellerin – Komödie oder Musical als Lynette Scavo in Desperate Housewives

Emmy
- 2005: Emmy in der Kategorie Beste Hauptdarstellerin in einer Comedyserie als Lynette Scavo in Desperate Housewives (nominiert waren auch Marcia Cross und Teri Hatcher)
- 2007: Nominierung in der Kategorie Beste Hauptdarstellerin in einer Comedyserie als Lynette Scavo in Desperate Housewives
- 2015: Nominierung in der  Kategorie Beste Hauptdarstellerin in einer Miniserie oder einem Fernsehfilm in American Crime
- 2016: Nominierung in der  Kategorie Beste Hauptdarstellerin in einer Miniserie oder einem Fernsehfilm in American Crime
- 2017: Nominierung in der  Kategorie Beste Hauptdarstellerin in einer Miniserie oder einem Fernsehfilm in American Crime

Screen Actors Guild Awards
- 2005: Screen Actors Guild Award gemeinsam mit u. a. Teri Hatcher und Marcia Cross in der Kategorie Bestes Schauspielensemble in einer Fernsehserie – Komödie in Desperate Housewives

Golden Satellite Awards
- 2005: Golden Satellite Award in der Kategorie Beste Hauptdarstellerin (Drama) als Bree in Transamerica
- 2005: Golden Satellite Award in der Kategorie Beste Hauptdarstellerin in einer Fernsehserie (Komödie/Musical) als Lynette Scavo in Desperate Housewives